# Dos
Dos falu Romániában, Erdélyben, Fehér megyében. Közigazgatásilag Alsóvidra községhez tartozik.

## Fekvése
Az Erdélyi-középhegységben, Aranyosponor közelében fekvő település.[forrás?]

## Története
Dos egyike az Alsóvidrához tartozó, hegyoldalakon elszórtan fekvő, apró, pár házból álló mócok lakta falvaknak.[forrás?] Dos korábban Aranyosponor része volt. 1956 körül vált külön településsé 75 lakossal. 196-ban 88, 1977-ben 95, 1992-ben 89, a 2002-es népszámláláskor 82 román lakosa volt.